# 陳智雄

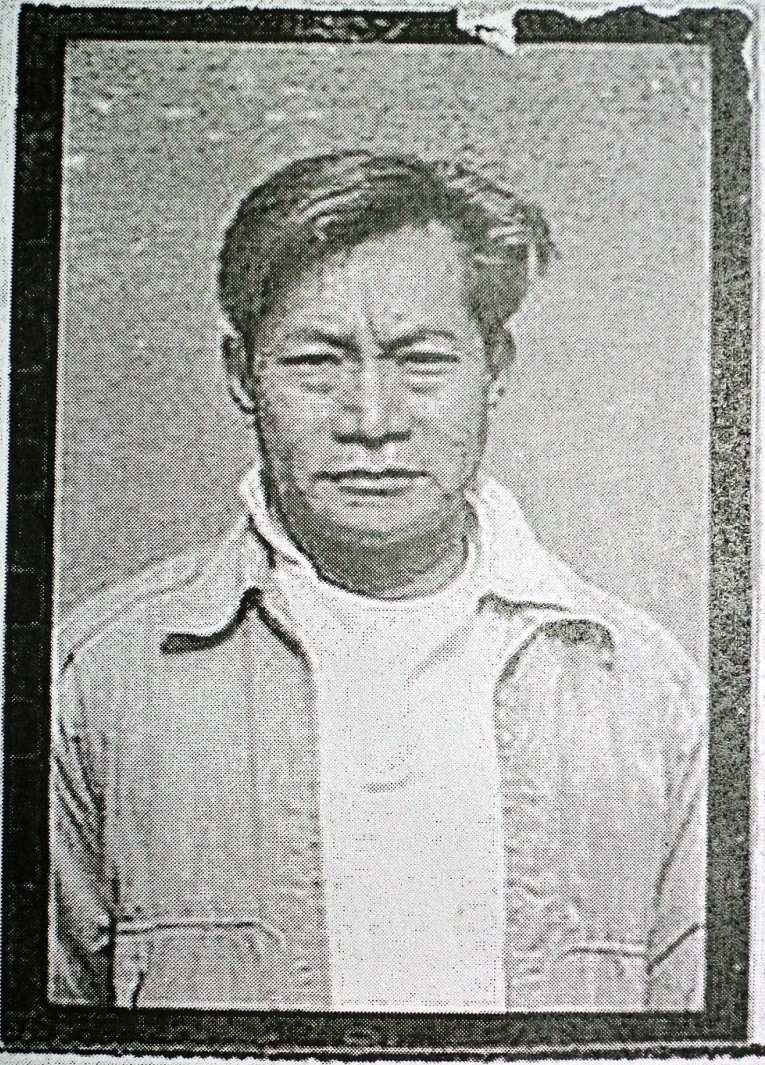
陳智雄

陳智雄（1916年2月18日—1963年5月28日），臺灣日治時期生於阿緱廳（今屏東縣中北部）。曾被派至印尼擔任外交官，第二次世界大戰之後居住在印尼，冒死參與印尼獨立革命，獨立後印尼首任總統蘇卡諾授以榮譽國民的最高榮譽。因參與台灣獨立運動成為無國籍者。為了進入日本，取得瑞士國籍。曾經擔任台灣共和國臨時政府的東南亞巡迴大使，之後遭中華民國政府於日本誘捕並處決。

## 生平

### 早年
陳智雄於1916年出生於大日本帝國統治之下的屏東，家境小康，高中未畢業就赴日本青山學院高中部，之後考上東京外國語大學荷蘭語科，畢業後曾任職日本外務省。太平洋戰爭爆發後，日軍佔領南洋的英、荷屬殖民地，致使日本政府頓感外文人才的迫切需要。因陳智雄精通英語、日語、荷蘭語、馬來語、台語以及北京官話等六種語言，遂被外務省派至印尼擔任翻譯。
印尼經驗

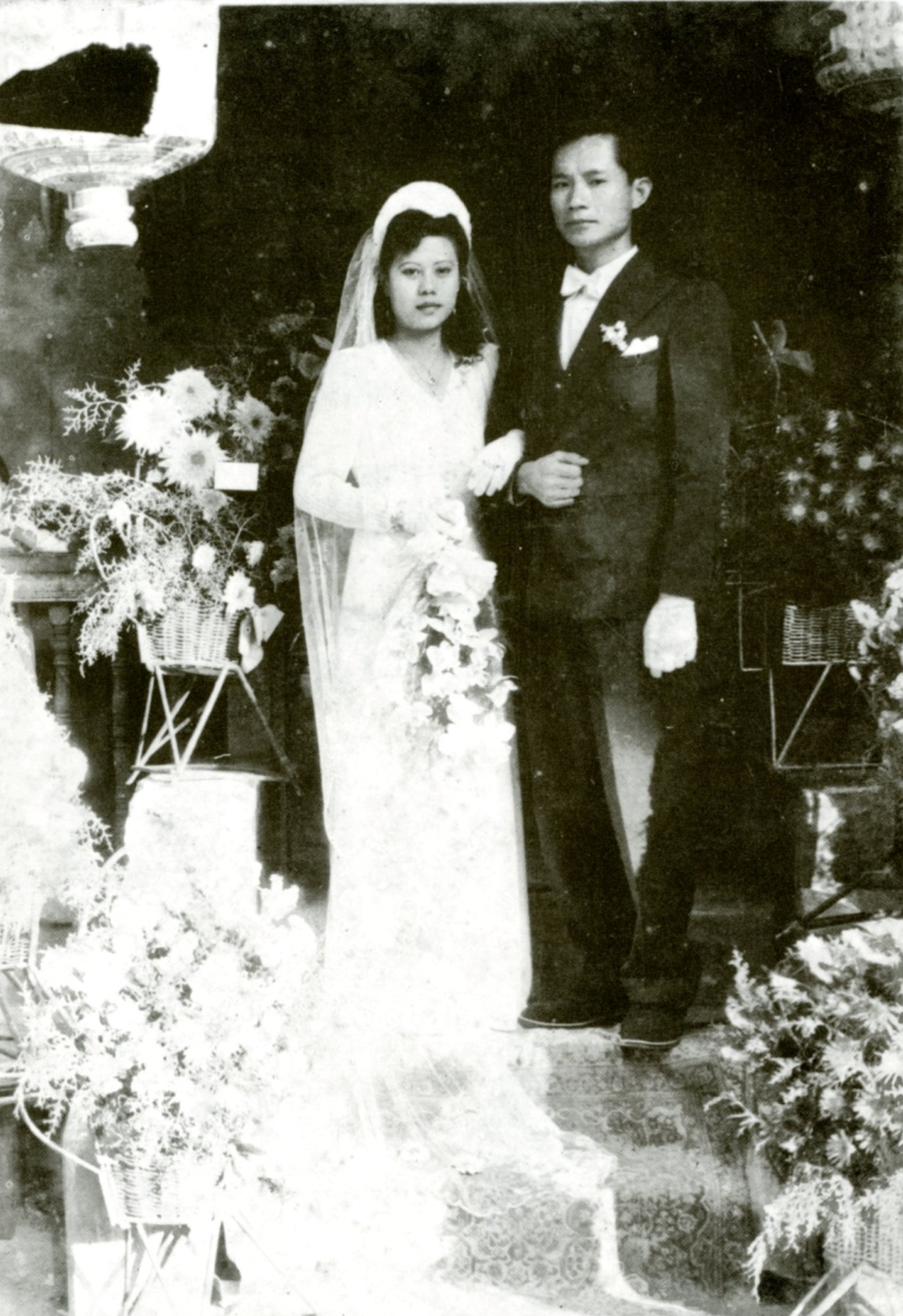
陳智雄與陳英娘（Tan Ien-Niu）於1946年7月結婚

第二次世界大戰結束後，陳智雄辭去外務省的工作，滯留印尼從事生意，並與有四分之一荷蘭血統的華裔女子陳英娘（Tan Ien-Niu）結婚。當時，長期受帝國主義統治的殖民地紛紛爭取獨立，受荷蘭統治的印尼也不例外，由蘇卡諾領導的獨立軍，與荷蘭統治當局正做殊死戰鬥。同樣也是出身殖民地的陳智雄，對殖民地人民爭取民族解放的獨立運動頗為同情，乃藉荷籍夫人陳英娘為掩護，暗中提供日軍遺留下來的大批武器，援助印尼的獨立革命軍，也因此被荷蘭殖民政府逮捕並囚禁達一年之久。印尼獨立後，蘇卡諾擔任首任總統，蘇有感於陳智雄的冒死義援，遂待他如國賓，並授以榮譽國民的最高榮譽。
之後從事台灣獨立運動，為了工作方便，1951年希望家屬遷往雅加達，於是等候在車站，妻子與兒女們因丈母娘反對而無法前往，而陳智雄只能隻身投入台灣獨立運動。1957年妻子陳英娘被阿姨安排改嫁，三位孩子由陳英娘母親扶養，她曾告誡子女們不要責怪父親。
擔任台灣共和國臨時政府駐東南亞巡迴大使
目睹印尼經由人民的奮鬥而終獲獨立的過程，陳智雄不僅萌生了台灣獨立的想法，而且決定獻身於台灣獨立運動，因此，他接受了設於日本之「台灣共和國臨時政府」大統領廖文毅的委任，擔任其駐東南亞巡迴大使一年。透過陳智雄的良好關係及人脈，廖文毅曾於1955年應邀參加了在印尼舉行的「萬隆會議」，使他的國際聲望達到了最高點。當時出席的各國代表當中，除了台灣共和國臨時政府的廖文毅以外，還包括中國的周恩來、印度的尼赫魯、埃及的納瑟、马来亚联合邦（今天的马来西亚）的東姑阿都拉曼、以及印尼的蘇卡諾。後來，由於陳智雄的關係，廖文毅也應邀參加了马来亚首相（马来西亚首相）东姑阿都拉曼的就職大典。
後來，由於中國共產黨的壓力，親共的蘇卡諾不但阻止陳智雄在東南亞所進行的外交工作，並將其逮捕下獄。後來陳智雄在獄中寫信責罵蘇卡諾忘恩負義，蘇卡諾自知理虧，改以驅逐出境方式釋放陳智雄。
當時，陳智雄決定赴日本與廖文毅會合，但是日本政府卻不讓無國籍的他下機入境。就這樣，陳智雄在東京和印尼之間的飛機上往來好幾次，直到有一位他在飛機上碰到的瑞士官員出面，安排他到瑞士去居住，並順利取得瑞士公民權以後，他才得以於1958年以瑞士公民身份前往日本，繼續獨立運動的推展。

### 遭到处决

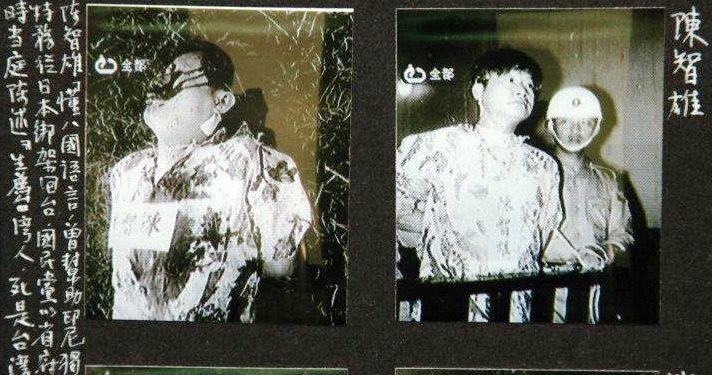
陳智雄就刑前後

然而，隨著台灣獨立運動在國際間的進展，國民黨也開始透過種種手段想要瓦解其勢力，並將相關運動者加以逮捕。1959年，透過國民黨駐日單位特工人員的運作，持有瑞士聯邦政府頒發證件的陳智雄終被情治人員綁架回台。由於日本台獨運動者的強烈抗議，並向媒體新聞界公開陳智雄秘密被捕的實情，國民黨只好將其釋放，條件是要他安份守己，不可在台灣有任何反對政府或是從事台獨運動的言論或行為。
1961年底，陳智雄吸收蕭坤旺、戴村德等人組成「同心社」，擬以該組織推展台獨運動，但因往來信件遭司法行政部調查局攔截而使同心社的同志被一網打盡。翌年8月，同心社的成員同時接到起訴書，陳智雄遭以叛亂罪起訴。1963年5月28日，陳智雄為自己的政治信仰遭到槍決，為台灣獨立運動奉獻出自己的生命。當時與他一起被關在臺灣警備總司令部軍法處看守所的施明雄，在近三十年後回憶那天的場景：
|                                                | 執行那天，好多個劊子手，衝進牢房，壓制住仍在熟睡中的智雄仙，然後像抓雞鴨般地倒提他的雙臂，他忘記世俗的一切痛苦似的，在寧靜的清晨，用他嘹喨的有力的聲腔，大聲吶喊：「台灣獨立萬歲！台獨萬歲！台灣獨立萬歲！」…… 最可惡的，仍是那些警衛室的班長在押送刑場前，竟然不將雙腳鐐好好卸除，而以斧頭砍斷他的雙腳掌，不讓他英勇豪壯地昂首走向刑場，而以拖的方式，傷害陳智雄先生「視死如歸」的尊嚴與權利。 我終生抗議，以此文留存千史作為見證。 |
| ——《白色恐怖黑暗時代：台灣人受難史》，第28-9頁 | |

遺書
陳智雄的遺書共有三封，一封以日文寫給妹妹交代後事，另一封以日文寫給友人吳振南，第三封是前兩封的中文翻譯。寫給吳振南的該封中提到三位兒女的中、英文名字，以及希望吳振南替他照顧兒女們，遺書中的第一句話便是著名的
|  | 私は台湾人の為に死す （我是為台灣人而死） |

然而，遺書卻在五十年後才送達女兒陳雅芳的手中。

### 身後
2013年，陳智雄被中華人民共和國列名北京西山無名英雄廣場。台灣民間真相與和解促進會執行長葉虹靈認為，無名英雄廣場烈士牆上於考據有失嚴謹，也與解密的檔案與研究顯有出入，連台獨主張者也被銘刻其上。
陳智雄被槍決後，其遺書長期被臺灣警備總司令部與後來的國防部封存，數十年後才轉交予檔案管理局。2013年，檔案管理局將陳智雄的三封遺書交給他在印尼的女兒陳雅芳。最終陳雅芳帶著癌末的身軀，在2017年5月前往台灣完成尋父的最後之旅，並於同年8月19日病逝於印尼，且希望能夠與父親長眠於台灣。